# Sokotsu Samukawa

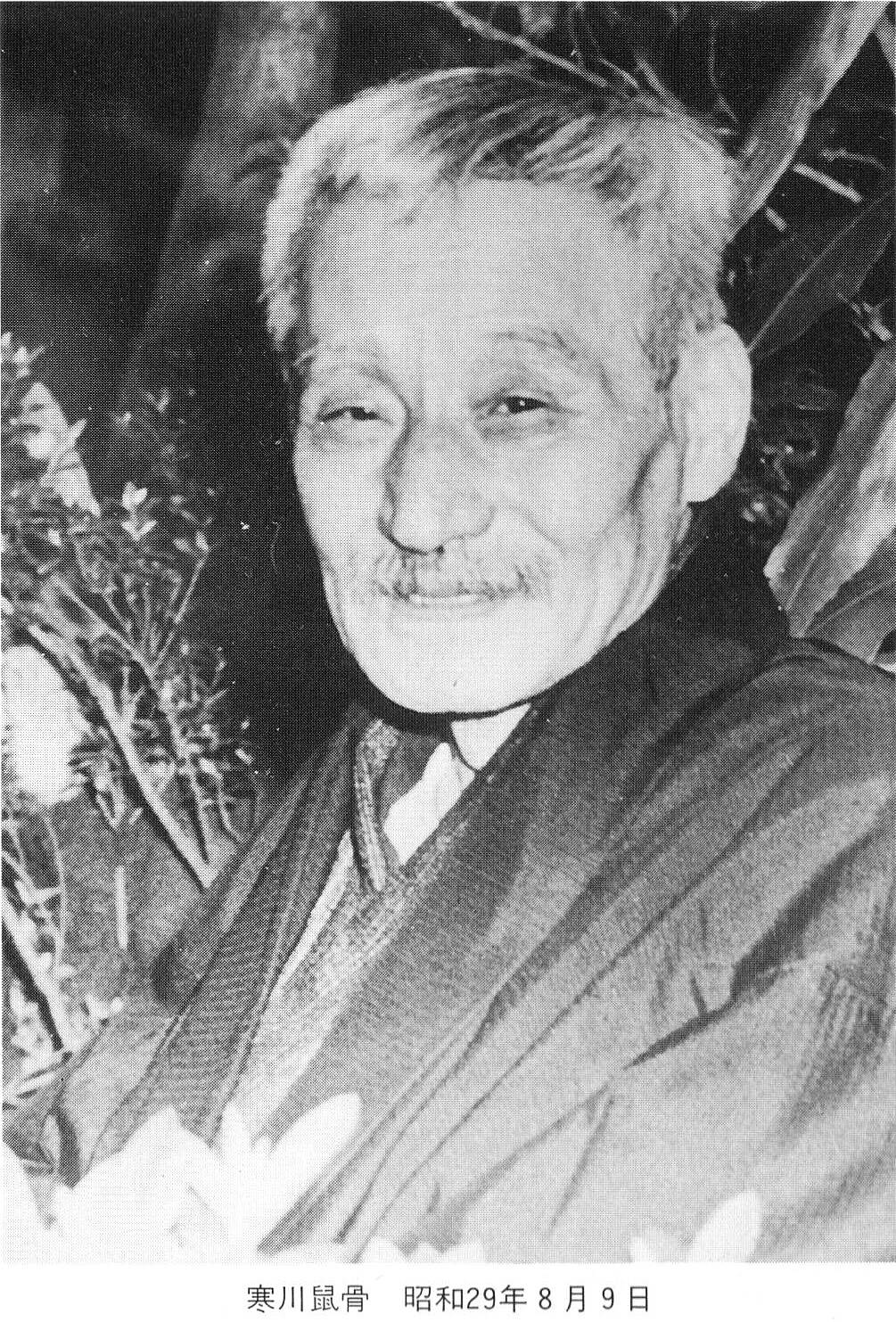
Samukawa Sokotsu en 1954

Sokotsu Samukawa (寒川 鼠骨 Samukawa Sokotsu?, 3 de noviembre de 1875-18 de agosto de 1954) fue un poeta de haiku en Japón durante la Era Meiji. Sokotsu era un seudónimo, su nombre real era Akimitsu (陽光?).

## Vida
Samukawa nació en Matsuyama (actualmente en la Prefectura de Ehime). Se convirtió en estudiante de Daisan Kōtō gakkō (actualmente Universidad de Kyoto) en 1894. Samukawa conoció a Kawahigashi Hekigotō y Takahama Kyoshi en esta universidad. Estando bajo sus influencias participó en el Keihan-Mangetsukai (京阪満月会 club de haiku?). Samukawa fue tan profundamente absorbido por la escritura de haiku que al final terminó abandonando la escuela. Trabajó en el Diario Kyoto y en el diario Osaka Asahi y continuó contribuyendo con haikus a la revista Hototogisu incluso mientras trabajaba.
Samukawa fue a Tokio y se unió al personal del diario Nippon en 1898. Conoció allí al periodista Kuga Katsunan y Masaoka Shiki. Samukawa se convirtió en alumno de Shiki y estudió la prosa narrativa, o la pieza corta en prosa, que Shiki propuso. Después de la muerte de Shiki, Samukawa dejó de escribir poesía Hokku y se concentró en escribir prosa, bocetos de viajes y ensayos. Dedicó el resto de su vida desde 1911 en adelante a mantener la casa y propiedad de Shiki.

## Obras
- Samukawa-Sokotsu-Shū (寒川鼠骨集?)
- Masaoka Shiki no Sekai (正岡子規の世界?) con una introducción a cargo de Masaoka Shiki